# Zlatna obala (britanska kolonija)
Zlatna obala je bila britanska kolonija u Gvinejskom zaljevu.
Zlatna Obala je uspostavljena 1821., a 1957. je stekla neovisnost i promijenila ime u Gana.